# Woo Do-hwan
Dans ce nom coréen, le nom de famille, Woo , précède le nom personnel.
Woo Do-hwan (hangeul : 우도환 ; hanja : 禹棹煥 ; RR : U Do-hwan ; MR : U Tohwan) est un acteur sud-coréen, né le 12 juillet 1992 à Anyang (Gyeonggi).
Il rencontre un grand succès auprès du public sud-coréen grâce aux séries télévisées Save Me (2017), Mad Dog (2017) et The King: Eternal Monarch (2020) et Tempted (2019).

## Biographie

### Jeunesse et formation
Woo Do-hwan naît le 12 juillet 1992 à Anyang, dans le Gyeonggi. Il est diplômé de l'Université Dankook en performance et cinéma.

### Carrière
En 2011, Woo Do-hwan apparaît pour la première fois à la télévision, dans le sitcom You're Here, You're Here, You're Really Here (왔어 왔어 제대로 왔어) et, en 2012, dans la série dramatique Shut Up Flower Boy Band (닥치고 꽃미남밴드).
En 2016, il fait son premier pas dans le monde du cinéma avec le film de guerre Memories of War (인천상륙작전) de Lee Jae-han, dans le petit rôle du subordonné de Ri Kyeong-shik.

### Vie privée
Le 6 juillet 2020, Woo Do-hwan poursuit son service militaire obligatoire jusqu'au 5 janvier 2022.

## Filmographie

### Cinéma

#### Longs métrages
- 2016 : Memories of War (인천상륙작전) de Lee Jae-han : le subordonné de Ri Kyeong-shik
- 2016 : Master (마스터) de Cho Ui-seok : l'homme à la casquette en arrière
- 2019 : The Divine Fury (사자) de Jason Kim : Ji-sin
- 2019 : The Divine Move 2: The Wrathful (신의 한 수: 귀수편) de Khan Lee : le solitaire
- 2023 : My Heart Puppy (멍뭉이) de Jason Kim : le mari de la femme interviewée (caméo)

### Télévision

#### Séries télévisées
- 2011 : You're Here, You're Here, You're Really Here (왔어 왔어 제대로 왔어)
- 2012 : Shut Up Flower Boy Band (닥치고 꽃미남밴드)
- 2016 : Dramaworld (드라마월드) : Seung-woo
- 2016 : Sweet Stranger and Me (우리집에 사는 남자) : Kim Wan-shik
- 2017 : Save Me (구해줘) : Sook Dong-cheol
- 2017 : Mad Dog (매드독) :  Kim Min-joon / Dr Kim
- 2018 : Tempted (위대한 유혹자) : Kwon Si-hyeon
- 2019 : My Country (나의 나라) : Nam Seon-ho
- 2020 : The King: Eternal Monarch (더 킹 : 영원의 군주) : Jo Eun-seol / Jo Yeong
- 2023 : Joseon Attorney: A Morality (조선변호사) : Kang Han-soo
- 2023 : La Traque dans le sang (사냥개들) : Kim Geon-woo
- 2024 : Mr.Plankton (hangeul : Mr. 플랑크톤) : Hae-jo[4]
- 2025 : Knock-off (hangeul : 넉 오프) : Lee Min-seok[5]

## Distinctions

### Récompense
- KBS Drama Awards 2017 : meilleur espoir masculin pour Mad Dog[6]

### Nominations
- Baeksang Arts Awards 2017 : meilleur espoir masculin pour Master[7]
- KBS Drama Awards 2017[6] :
  - Meilleur couple dans Mad Dog (avec Hwayoung)
  - Netizen Award, Actor dans Mad Dog
- Baeksang Arts Awards 2018[8] :
  - Meilleur espoir masculin pour Save me
  - Acteur le plus populaire pour Save me
- The Seoul Awards 2018 : meilleur espoir masculin (Drama) pour Mad Dog[9]
- Chunsa Film Art Awards 2019 : meilleur espoir masculin pour The Divine Fury
- Asia Artist Awards 2020 : acteur populaire[10]
- Blue Dragon Film Awards 2021 : meilleur espoir masculin pour The Divine Move 2: The Wrathful[11]